# Гамма-гамма-каротаж
Гамма-гамма-каротаж — метод дослідження розрізів бурових свердловин, оснований на вимірюванні розсіяного гамма-випромінювання.
Запропонований Ф. Халленбахом (ФРН) у 1947 р. Використовується для поділу розрізу свердловини за щільністю, виділення пористих порід як можливих колекторів нафти і газу, детального вивчення вугленосних товщ, кількісної оцінки зольності і теплотворної здатності вугілля, виявлення рудних тіл (залізняку) і скупчень важких елементів.